# تغلب على حسرة القلب
تغلب على حسرة القلب (بالإسبانية: Vencer el desamor)‏ هو مسلسل تلفزيوني مكسيكي تم بثه على قناة النجوم من 2020 إلى 2021.